# Parco Safari delle Langhe
Il Parco Safari delle Langhe è un giardino zoologico situato a Murazzano in Piemonte.
Istituito nel 1976, il parco ospita circa 350 animali di una cinquantina di specie, osservabili lungo un percorso automobilistico di cinque chilometri oltre che, nel caso delle specie acquatiche e dei rettili, un acquario ed un rettilario. 
L'area si estende per circa 70 ettari, risultando così il più grande zoo italiano e il secondo parco di divertimenti più esteso d'Italia, dopo Mirabilandia.

## Storia
Il parco è stato inaugurato nel 1976 e, nel corso degli anni, si è sviluppato da semplice spazio espositivo ad una struttura in cui vengono svolte anche ricerche, attività didattiche e collaborazioni. L'area è uno dei cinque giardini zoologici italiani visitabili tramite la modalità dello "zoo safari".
Nel 2008 all'interno della struttura nacquero tre esemplari di tigre siberiana, specie in via di estinzione.
Nel 2015 un leone ospitato nel parco venne sottoposto ad una straordinaria operazione chirurgica unica al mondo per l'asportazione di un tumore surrenalico, mai avvenuta prima nella letteratura veterinaria.
Al 2016, in 40 anni di attività, il parco safari di Murazzano è stato visitato da oltre 2.000.000 di visitatori.